# سيريل كاميرون
سيريل كاميرون (بالإنجليزية: Cyril Cameron)‏ هو جندي وسياسي أسترالي، ولد في 5 ديسمبر 1857 في أستراليا، وتوفي بنفس المكان في 22 ديسمبر 1941. حزبياً، نشط في Protectionist Party ‏. وقد انتخب عضو مجلس الشيوخ الأسترالي ‏ عن دائرة Tasmania ‏ (1907 – 30 يونيو 1913) وانتخب عضو مجلس الشيوخ الأسترالي ‏ عن دائرة Tasmania ‏ (29 مارس 1901 – 31 ديسمبر 1903).